# Psychrolutes paradoxus
Psychrolutes paradoxus is een straalvinnige vissensoort uit de familie van psychrolutiden (Psychrolutidae). De wetenschappelijke naam van de soort is voor het eerst geldig gepubliceerd in 1861 door Günther Gielis.